# Municipio Tapalapa
Koordinaten: 17° 11′ 0″ N, 93° 6′ 0″ W
Tapalapa ist ein Municipio im mexikanischen Bundesstaat Chiapas. Sein Verwaltungssitz und zugleich größter Ort ist das gleichnamige Tapalapa. Das Municipio hat etwa 4.100 Einwohner und ist 66,3 km² groß.

## Geographie
Das Municipio Tapalapa liegt im Nordwesten des mexikanischen Bundesstaats Chiapas zwischen 800 m und 2500 m Höhe. Es zählt zur Gänze zur physiographischen Provinz der Sierra Madre de Chiapas und zählt vollständig zur hydrologischen Region Grijalva-Usumacinta. Die Geologie des Municipios wird zu 69 % von Andesit-Brekzie bestimmt bei 31 % Kalkstein; vorherrschende Bodentypen sind der Phaeozem (72 %) und Luvisol (28 %). Mehr als 98 % der Gemeindefläche sind bewaldet.
Tapalapa grenzt an die Municipios Chapultenango, Pantepec, Coapilla und Ocotepec.

## Bevölkerung
Beim Zensus 2010 wurden im Municipio 4121 Menschen in 996 Wohneinheiten gezählt. Davon wurden 3661 Personen als Sprecher einer indigenen Sprache registriert, darunter 3470 Sprecher des Zoque. Gut 16 Prozent der Bevölkerung waren Analphabeten. 1195 Einwohner wurden als Erwerbspersonen registriert, wovon gut 80 % Männer bzw. 5 % arbeitslos waren. Knapp 45 % der Bevölkerung lebten in extremer Armut.

## Orte
Das Municipio Tapalapa umfasst 17 bewohnte localidades, von denen lediglich der Hauptort vom INEGI als urban klassifiziert ist. Sieben Orte wiesen beim Zensus 2010 eine Einwohnerzahl von über 200 auf, acht Orte hatten weniger als 100 Einwohner. Die größten Orte sind Tapalapa (1940 Einwohner) und Mazono (410 Einwohner).